# Дискография на Константин
Дискографията на Константин се състои от 7 студийни албума, 1 компилация и 52 видеоклипа. През годините певецът работи с две музикални компании „Орфей мюзик“ и „Пайнер“. От 2019 г. е самопродуциращ изпълнител.

## Албуми

### Студийни албуми
Списък със студийни албуми 
| Заглавие           | Детайли за албума                                              | Траклист |
| ------------------ | -------------------------------------------------------------- | --- |
| Черна роза         | - Издаден: 1999 - Издател: Орфей мюзик - Формат: MC, CD        | - Черна роза - Щастливецът (дует с Лияна) - Сбогом - Прошка - До Чикаго и назад - Скитник по душа - Птицо моя - Да ме погубиш - Лале ли си, зюмбюл ли си |
| Върни се           | - Издаден: 2001 - Издател: Орфей мюзик - Формат: MC, CD        | - Несподелена любов - Една жена, една любов - Огнени очи - Много позволих - Острието - До утре - Ограбен - Излишна - Грешник - Искам да съм твоят Бог - Изсъхнали цветя - Приятелю - Върни се |
| Като сън           | - Издаден: 2003 - Издател: Орфей мюзик - Формат: MC, CD        | - Като сън - Тъжна луна - Да те усещам - Ще ме имаш, ама друг път - Ти си само осми клас - Сърцето ми - Кажи защо - Мразя те - Зажалила майка - Айде земи тамбурата |
| Червило            | - Издаден: 2004 - Издател: Орфей мюзик - Формат: MC, CD        | - По-спокойно - Червило - Тежка диагноза (дует с Райна) - Да те усещам (ремикс) - Червило (ремикс) - Несподелена любов (ремикс) - По-спокойно (инструментал) - Червило (инструментал) |
| Обади ми се        | - Издаден: 2006 - Издател: Орфей мюзик - Формат: MC, CD        | - Обади ми се - Кой живее в гаража - Ще те върна в първи клас - Ние знаем как (дует с Райна) - Магия - Ти си ми всичко (дует с Райна) - Обречен на теб - Съблечи ме сега - Опасно сладък случай - Любов без билет - Толкова лъжи - Ще те върна в първи клас (ремикс)                                       |
| Константин         | - Издаден: 17 юли 2010 - Издател: Пайнер - Формат: MC, CD      | - Бяло сладко - Mr. King - Знам добре - Едвам ме нави - Не ми пречи (дует с Преслава) - Любовни абонати - А-у - Излишен - Усещане за Мерилин (дует с Преслава) - Кажи ми - Големият удар - По-щастлива - Палатка (трио с Борис Дали и Илиян)                                                               |
| Докато сърцето бие | - Издаден: 31 октомври 2016 - Издател: Пайнер - Формат: MC, CD | - Докато сърцето бие - Не ме заслужаваш (дует с Емануела) - Болка в минути (ft. Деси Слава) - Виждам те - Предишната - Четири стени - Лека нощ - Точно ти - До безумие (дует с Цветелина Янева) - Твърде късно е (ft. Анелия) - Не си ти (дует с Алисия) - От утре ще е друго (ft. Деси Слава) - Студентка |

### Компилации
Списък с компилации 
| Заглавие | Детайли за албума                                   | Траклист |
| -------- | --------------------------------------------------- | --- |
| The Best | - Издаден: 2007 - Издател: Орфей мюзик - Формат: CD | - Кой живее в гаража - Ти си само осми клас - Да те усещам - Ти си ми всичко (дует с Райна) - Черна роза - Тежка диагноза (дует с Райна) - Ще те върна в първи клас - По-спокойно - Ние знаем как (дует с Райна) - Магия - Обади ми се - Тъжна луна - Като сън - Червило - До Чикаго и назад - Острието - Много позволих - Несподелена любов - Върни се - Айде земи тамбурата |

### Видео албуми
Списък със видео албуми
| Заглавие                        | Детайли за албума                                          | Траклист |
| ------------------------------- | ---------------------------------------------------------- | --- |
| Константин Best Video Selection | - Издаден: 7 декември 2009 - Издател: Пайнер - Формат: DVD | - Не ми пречи (дует с Преслава) - А-У - Излишен - Едвам ме нави - Нищо мъжко - И това е любов (дует с Райна) - По-щастлива - Тежка диагноза (дует с Райна) - Обади ми се - Усещане за Мерилин (дует с Преслава) - Кой живее в гаража - Ние знаем как (дует с Райна) |

## Песни извън албум
- И това е любов (дует с Райна) (2005)
- Не барай (2011)
- Ой, Киче, Киче (с Цветелина Янева и орк. Орфей) (2012)
- Аз бях тук (ft. Деси Слава) (2017)
- Ще ме научиш ли (дует с Джулия) (2017)
- Още те обичам (дует с Емануела) (2017)
- Гол (трио с Илиян  и Борис Дали) (2017)
- Любов ли е (дует с Алисия) (2018)
- 107 дни (2019)
- Кома (дует с Тони Стораро) (2019)
- Един грам срам (2019)
- Майната ти Свети Валентин (дует с Меди) (2020)
- Проблем (дует със Софи Маринова) (2020)
- Сладкото зло (дует с Преслава) (2022)
- Непослушен (дует с Криско) (2023)
- Нямаш мене (дует с Анелия) (2023)
- Монопол (дует с Галин) (2024)
- Пуши пуши (дует с Данна) (2024)
- Моята принцеса (дует с Томас) (2024)
- Константине (дует със Софи Маринова) (2024)
- Влака (дует с Vane$$a) (2024)
- Моята квартира (дует с DJ Дамян) (2025)
- Няма да се дам (дует с Мариана) (2025)

## Видеоклипове
| Видеоклип                 | Премиера   | Албум              | Режисьор                |
| ------------------------- | ---------- | ------------------ | ----------------------- |
| Черна роза                | 1999       | Черна роза         | Магърдич Халваджиян     |
| Сбогом                    | 1999       | Черна роза         |                         |
| До Чикаго и назад         | 2000       | Черна роза         |                         |
| Несподелена любов         | 2001       | Върни се           |                         |
| Острието                  | 2001       | Върни се           | Магърдич Халваджиян     |
| Върни се                  | 2001       | Върни се           |                         |
| Като сън                  | 2003       | Като сън           | Магърдич Халваджиян     |
| Ти си само осми клас      | 2004       | Като сън           |                         |
| Да те усещам              | 2004       | Като сън           |                         |
| Тъжна луна                | 2004       | Като сън           |                         |
| Тежка диагноза            | 2004       | Червило            | Людмил Иларионов – Люси |
| По-спокойно               | 2004       | Червило            |                         |
| И това е любов            | 2005       | –                  | Людмил Иларионов – Люси |
| Обади ми се               | 2006       | Обади ми се        | Николай Нанков          |
| Кой живее в гаража        | 2006       | Обади ми се        |                         |
| Ти си ми всичко           | 2006       | Обади ми се        | Николай Нанков          |
| Ние знаем как             | 2006       | Обади ми се        |                         |
| По-щастлива               | 23.11.2007 | Константин 2010    | Николай Скерлев         |
| Едвам ме нави             | 13.06.2008 | Константин 2010    | Николай Скерлев         |
| Излишен                   | 11.02.2009 | Константин 2010    | Николай Скерлев         |
| А-у                       | 04.05.2009 | Константин 2010    | Николай Нанков          |
| Усещане за Мерилин        | 08.09.2009 | Константин 2010    | Николай Нанков          |
| Не ми пречи               | 26.11.2009 | Константин 2010    | Николай Скерлев         |
| Mr. King                  | 19.02.2010 | Константин 2010    | Александър Моллов       |
| Палатка                   | 21.05.2010 | Константин 2010    | Николай Скерлев         |
| Кажи ми                   | 25.10.2010 | Константин 2010    | Николай Скерлев         |
| Не барай                  | 23.05.2011 | –                  | Йордан Петков           |
| Четири стени              | 26.02.2012 | Докато сърцето бие | Николай Скерлев         |
| Ой, Киче, Киче            | 24.05.2012 | –                  | Николай Нанков          |
| Докато сърцето бие        | 28.06.2012 | Докато сърцето бие | Николай Скерлев         |
| Виждам те                 | 15.02.2013 | Докато сърцето бие | Людмил Иларионов – Люси |
| Твърде късно е            | 09.11.2013 | Докато сърцето бие | Людмил Иларионов – Люси |
| До безумие                | 18.11.2013 | Докато сърцето бие | Николай Нанков          |
| Студентка                 | 01.07.2014 | Докато сърцето бие | Людмил Иларионов – Люси |
| Предишната                | 24.11.2014 | Докато сърцето бие | Александър Моллов       |
| Не си ти                  | 30.12.2014 | Докато сърцето бие | Александър Моллов       |
| Болка в минути            | 21.03.2015 | Докато сърцето бие | Александър Моллов       |
| От утре ще е друго        | 05.09.2015 | Докато сърцето бие | Александър Моллов       |
| Точно ти                  | 19.02.2016 | Докато сърцето бие | Александър Моллов       |
| Лека нощ                  | 03.06.2016 | Докато сърцето бие | Людмил Иларионов – Люси |
| Не ме заслужаваш          | 05.08.2016 | Докато сърцето бие | Александър Моллов       |
| Аз бях тук                | 19.04.2017 | –                  | Александър Моллов       |
| Ще ме научиш ли           | 11.08.2017 | –                  | Людмил Иларионов – Люси |
| Още те обичам             | 26.10.2017 | –                  | Людмил Иларионов – Люси |
| Гол                       | 06.12.2017 | –                  | Людмил Иларионов – Люси |
| Любов ли е                | 07.09.2018 | –                  | Кирил Киров – Кико      |
| 107 дни                   | 22.03.2019 | –                  | Кирил Киров – Кико      |
| Кома                      | 13.06.2019 | –                  | Людмил Иларионов – Люси |
| Един грам срам            | 16.12.2019 | –                  | Кирил Киров – Кико      |
| Майната ти Свети Валентин | 12.02.2020 | –                  | Николай Скерлев         |
| Проблем                   | 25.06.2020 | –                  | Николай Скерлев         |
| Сладкото зло              | 28.04.2022 | –                  | Виктор Антонов          |
| Непослушен                | 12.07.2023 | –                  | Reezy Rane              |
| Нямаш мене                | 20.07.2023 | –                  | Иван Димитров – Torex   |
| Монопол                   | 03.11.2023 | –                  | Виктор Антонов          |
| Пуши пуши                 | 25.04.2024 | –                  | Иван Димитров – Torex   |
| Моята принцеса            | 18.07.2024 | –                  | Иван Димитров – Torex   |
| Константине               | 24.10.2024 | –                  | Иван Димитров – Torex   |
| Влака                     | 15.12.2024 | –                  | Иван Димитров – Torex   |
| Моята квартира            | 30.05.2025 | –                  | Людмил Иларионов – Люси |
| Няма да се дам            | 16.07.2025 | –                  | Иван Димитров – Torex   |